# Seni Awa Camara
Seni Awa Camara (* um 1939, in einigen Quellen wird 1945 als Geburtsjahr genannt, in Diouwent bei Oussouye) ist eine senegalesische Künstlerin der Outsider Art.

## Leben
Seni Awa Camara wurde um 1939 in Diouwent bei Oussouye in der Casamance geboren. Sie lebt und arbeitet in Bignona.
Als Kind lernte sie von ihrer Mutter die traditionellen Töpfertechniken. Als sie älter wurde, begann sie nicht nur Gebrauchskeramik herzustellen, die ihre Familie verwendete, sondern auch Skulpturen, die sie auf dem Markt in der Nähe ihres Hauses verkaufte. Camara hat zwei Zwillingsbrüder und als Kinder zogen sich die drei in die Wälder der Casamance zurück, um einer mysteriösen und göttlichen Initiation zu folgen. „Wir wurden von Gottes Geistern beschützt, die uns lehrten, mit Ton zu arbeiten.“
Seni Camara heiratete im Alter von 15 Jahren. Sie soll schwere Geburten gehabt haben und wurde von ihrem ersten Ehemann verlassen. Danach lernte sie Samba Diallo kennen, der sie und ihre künstlerische Arbeit förderte. Er bewunderte ihre Kunst und war ihr Vermittler zur kulturellen Welt. Er starb 2004.
Nachdem die Anthropologin Michèle Odéyé-Finzi in den 1980er Jahren begann, ihre Werke zu sammeln, erlangte Camara zunehmende Aufmerksamkeit in der internationalen Kunstwelt.

## Werk

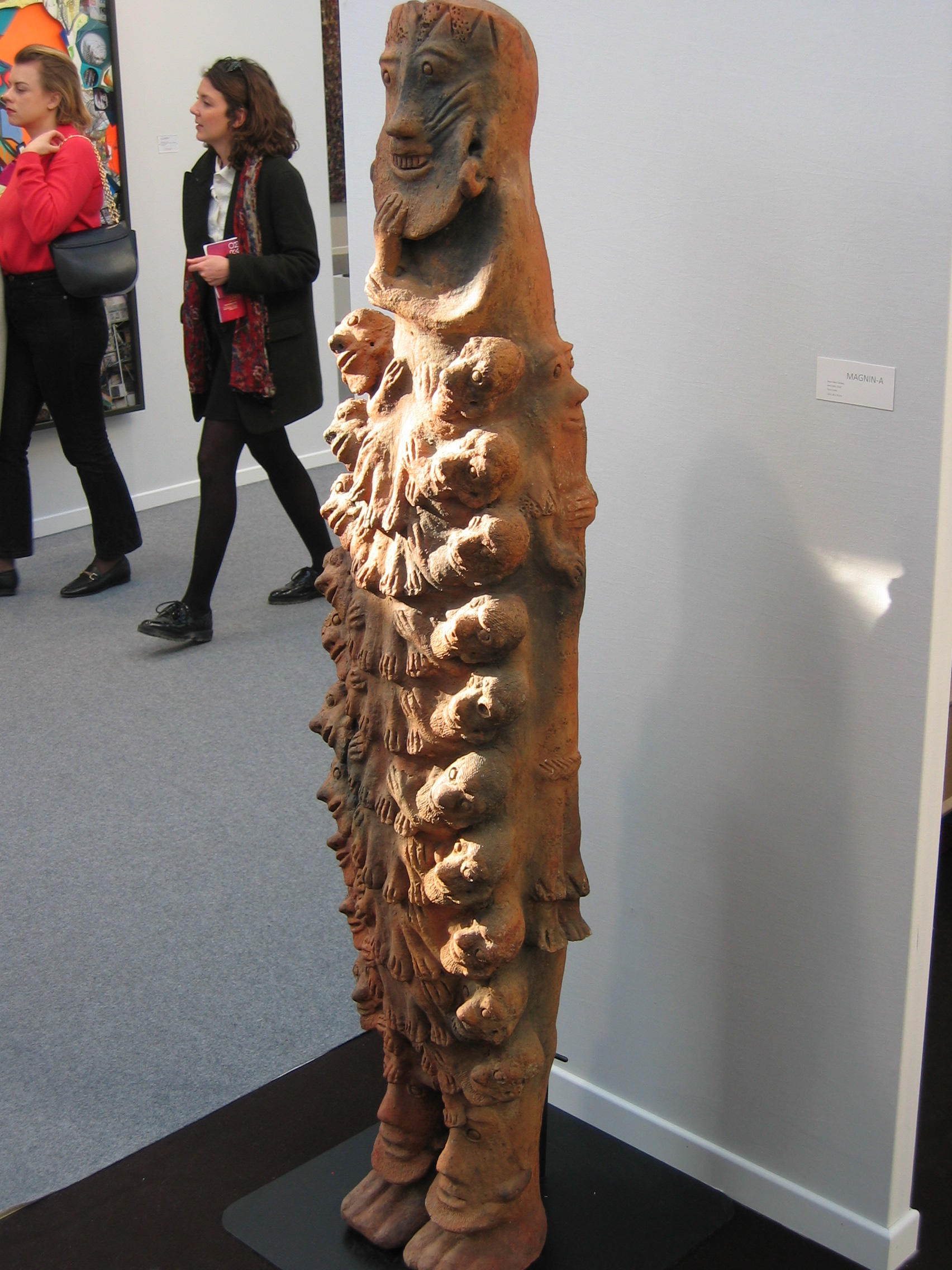
Statue

Caramas Werk zeichnet sich durch ihre Exzentrizität und die Fantasien aus, die ihr die „bösen“ Geister gezeigt haben. Sie macht sich über traditionelle Verbote und Regeln lustig und lässt all ihren Fantasien freien Lauf. Im Hof vor dem Haus modelliert sie ihre Tonfiguren, die halb Frau, halb Monster sind. In einem rudimentären Brennofen vor dem Haus brennt sie diese bis zu einem Meter hohen Werke.
Ihre Monsterkreationen basieren auf erdachten oder erfundenen Geschichten und tragen oft andere kleine Monster in sich. Sie sind von einer Mystik durchdrungen, die den animistischen Geistern und Praktiken innewohnt, die das dörfliche Afrika charakterisieren.
Seni Awa Camara gehört zu einer Gruppe von Künstlern, die 1989 mit der Ausstellung Magiciens de la terre (Magier der Erde) in die zeitgenössische afrikanische Kunstszene eingeführt wurden und deren Werke nach der Ausstellung von Jean Pigozzi erworben und vertrieben wurden.

## Ausstellungen
Ihre Werke wurden auch im Centre Pompidou gezeigt, auf der 49. Biennale di Venezia (2000), im Museum of Fine Art Houston und in der Pinacoteca Giovanni e Marella Agnelli in Turin.
Einzelausstellungen fanden im Baronian Xippas, Brüssel; Galeria Kalao, Bilbao; Galerie Nathalie Fiks, Paris; De Crescenzo & Viesti, Rom; Galerie 39, Dakar und Nino Mier Gallery New York City statt. Zu ihren Gruppenausstellungen gehören Fondation Louis Vuitton, Paris; White Cube, London; Centre Pompidou und Halle de la Vilette, Paris; Pinacoteca Giovanni e Marella Agnelli, Turin; Guggenheim-Museum Bilbao und weitere. Die Galerie Baronian in Brüssel organisierte 2020 und 2021 Ausstellungen von Seyni Awa Camara.
Im Jahr 2015 drehte Fatou Kandé Senghor einen Dokumentarfilm „Giving Birth“ (Donner Birth), der auf der Biennale in Venedig präsentiert wurde.